# Capra aegagrus aegagrus
Capra aegagrus aegagrus és l'avantpassat salvatge de la cabra domèstica. C. a. aegagrus viu sobretot a l'Àsia occidental. Aquesta espècie viu en grups petits i els mascles sovint van per separat de les femelles. Els mascles vells solen ser solitaris. Solen mantenir les distàncies entre ells: només les cries busquen el contacte corporal. Els mascles s'organitzen segons una jerarquia determinada per mitjà de combats. Els mascles dominants són els únics que es poden aparellar.
En diverses llengües se la coneix vulgarment com a cabra betzoar, perquè en el seu estómac i en el d'altres espècies de cabres i animals remugants es formen betzoars, és a dir, boles de fibra o pèls que hi queden acumulades i que es calcifiquen, a les que s'atribuïen propietats curatives.